# Acmaeodera amabilis
Acmaeodera amabilis är en skalbaggsart som beskrevs av Horn 1878. Acmaeodera amabilis ingår i släktet Acmaeodera och familjen praktbaggar. Inga underarter finns listade i Catalogue of Life.